# Ézétimibe
L’ézétimibe est un médicament utilisé dans le traitement des hypercholestérolémies et agissant en diminuant l'absorption du cholestérol ingéré par le tube digestif. 

## Mécanisme d'action
La molécule se fixe sur le NPC1L1 (« Niemann-Pick C1-Like 1 ») et le SR-BI (« scavenger receptor class B type 1 »), inhibant, finalement, le transport du cholestérol par la cellule de la villosité intestinale (entérocyte) par un mécanisme encore inconnu.
Elle pourrait également améliorer la fonction endothéliale.

## Efficacité
Il est employé seul ou en association avec une statine.
Il diminue le taux de LDL cholestérol.
L'efficacité sur l'athérome peut être mesurée indirectement en mesurant l'évolution du rapport intima/média de l'artère carotide par échographie Doppler. Il semble que la baisse du LDL cholestérol obtenue par l'ézétimibe s'accompagne paradoxalement d'une altération de  ce rapport, indice témoignant de la progression de l'athérome et non pas d'une stabilisation ou une régression escomptée,,. Ces résultats sont toutefois contredit par l'observation de la régression de l'athérome sous association atorvastatine-ézétimibe, observée au moyen d'un doppler intra-coronaire.
Son effet sur la réduction du risque de survenue de maladies cardio-vasculaires reste modeste. De plus, les seules études retrouvant cette diminution ont été faites en association avec une statine de première génération,.

## Divers
En France, de novembre 2014 à février 2019, la prescription d'ézétimibe en initiation a été soumise à un accord préalable avec les caisses de remboursement.